# Вилья-Паранасито
Вилья-Паранасито (исп. Villa Paranacito) — посёлок и муниципалитет в департаменте Ислас-дель- провинции Энтре-Риос (Аргентина), административный центр департамента.

## История
В 1813 году на этом месте произошло сражение между войсками испанского короля и восставших Соединённых Провинций Рио-де-ла-Платы.
Посёлок был основан в 1906 году, и заселялся выходцами из Центральной и Восточной Европы. Долгое время он был связан с остальной частью страны лишь по реке, только в 1937 году к нему проложили наземную дорогу. В 1982 году был образован муниципалитет.